# Apollovlinder
De apollovlinder (Parnassius apollo) is een vlinder uit de familie van de pages (Papilionidae).

## Kenmerken
De vleugel varieert in lengte tussen de 3,4 en 4,0 cm. De achtervleugel is meestal afgerond. De achtervleugels dragen aan de bovenzijde meestal twee, aan de onderzijde meerdere ronde rode vlekken. Hiernaast hebben zowel de voor- als achtervleugels donkere vlekken. De voorvleugels verschillen van die van Parnassius phoebus doordat ze niet gelig getint zijn, en geen rode vlekken hebben. De toppen van de voorvleugels zijn iets doorzichtig.
De rupsen zijn ongeveer 5 centimeter lang, zwart met kort stekeltjeshaar en langs beide zijkanten een rij oranjerode, soms gele vlekjes.

## Verspreiding en leefgebied
Deze soort komt voornamelijk voor in bergachtige gebieden in Europa en delen van Midden-Azië.

## Levenscyclus
De waardplant van de rupsen is wit vetkruid (Sedum album). Ook op Huislook en Sedum telephium, (deze laatste vooral in Scandinavië) kunnen de rupsen worden aangetroffen.
De vliegtijd is van mei tot in september. De levensduur bedraagt 2 à 3 weken.
Als vlinder bezoeken de dieren niet alleen de bloemen van het wit vetkruid, maar hebben zij een voorkeur voor de rode en violette bloemen van distels (bijvoorbeeld Carduus nutans), centauriesoorten als knoopkruid en Origanum vulgare. De vlinder zit graag op bloemen en stenen te zonnen.
Hij overwintert als ei.
Op een foto beneden worden twee vlinders tijdens de paring afgebeeld. Aan het einde van de paring scheidt het mannetje een gelatineachtige substantie af die verhardt in het voortplantingskanaal van het vrouwtje, waardoor het vrouwtje niet opnieuw kan paren.

## Ondersoorten
Deze vlinder is bijzonder variabel in uiterlijk. Er worden verschillende ondersoorten onderscheiden:
- Parnassius apollo apollo
- Parnassius apollo alpherakyi Krulikowsky, 1906
- Parnassius apollo bartholomaeus Stichel, 1899
- Parnassius apollo democratus Kulikowsky, 1906
- Parnassius apollo filabricus Sagarra, 1933 (Sierra de los Filabres)
- Parnassius apollo gadorensis Rougeot & Capdeville, 1969 (Sierra de Gádor)
- Parnassius apollo geminus Schawerda, 1907
- Parnassius apollo graecus Ziegler, 1901
- Parnassius apollo hesebolus Nordmann, 1851
- Parnassius apollo hispanicus Oberthür, 1909 (Spanje)
- Parnassius apollo limicola Stichel, 1906
- Parnassius apollo merzbacheri Fruhstorfer, 1906
- Parnassius apollo nevadensis Oberthür, 1891 (Sierra Nevada)
- Parnassius apollo provincialis Kheil, 1905
- Parnassius apollo pyrenaica Harcourt-Bath, 1896
- Parnassius apollo rhodopensis Markowitsch, 1910 (Griekenland en de zuidelijke Balkan)
- Parnassius apollo rhaeticus Fruhstorfer, 1906
- Parnassius apollo rhea (Poda, 1761)
- Parnassius apollo rubidus Fruhstorfer, 1906
- Parnassius apollo sibiricus Nordmann, 1851
- Parnassius apollo sicilae Oberthür, 1891
- Parnassius apollo valesiacus Fruhstorfer, 1906
- Parnassius apollo vinningensis Stichel, 1899 (Moezel, Duitsland)

## Verspreiding
In de bergen vliegt de vlinder tussen de 1000 en 2400 meter hoogte en geeft de voorkeur aan steile zonnige hellingen.
Zijn verspreidingsgebied loopt van het Iberisch Schiereiland over alle Europese gebergten zoals de Karpaten, de Kaukasus de Oeral tot aan het Baikalmeer in het oosten.
In het noorden loopt het verspreidingsgebied tot Fennoscandinavië, de zuidelijke grens bestaat uit de Sierra Nevada, Sicilië en Zuid-Turkije. Hij ontbreekt op de Britse eilanden, in Duitsland komt hij vooral op de steile hellingen in het Moezeldal voor tussen Valwig en Bruttig-Fankel.

Als dwaalgast wordt hij aangetroffen in Nederland en België.
In Finland werd hij als eerste als bedreigd verklaard. In de jaren vijftig nam de populatie daar drastisch af. De reden hiervan is niet met zekerheid bekend, meestal wordt aangenomen dat de oorzaak een ziekte was.
Hij staat vermeld op de rode lijst van het IUCN als bedreigd.

## Foto's

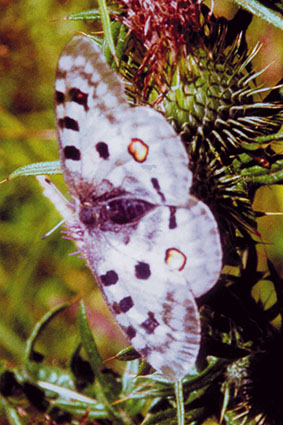
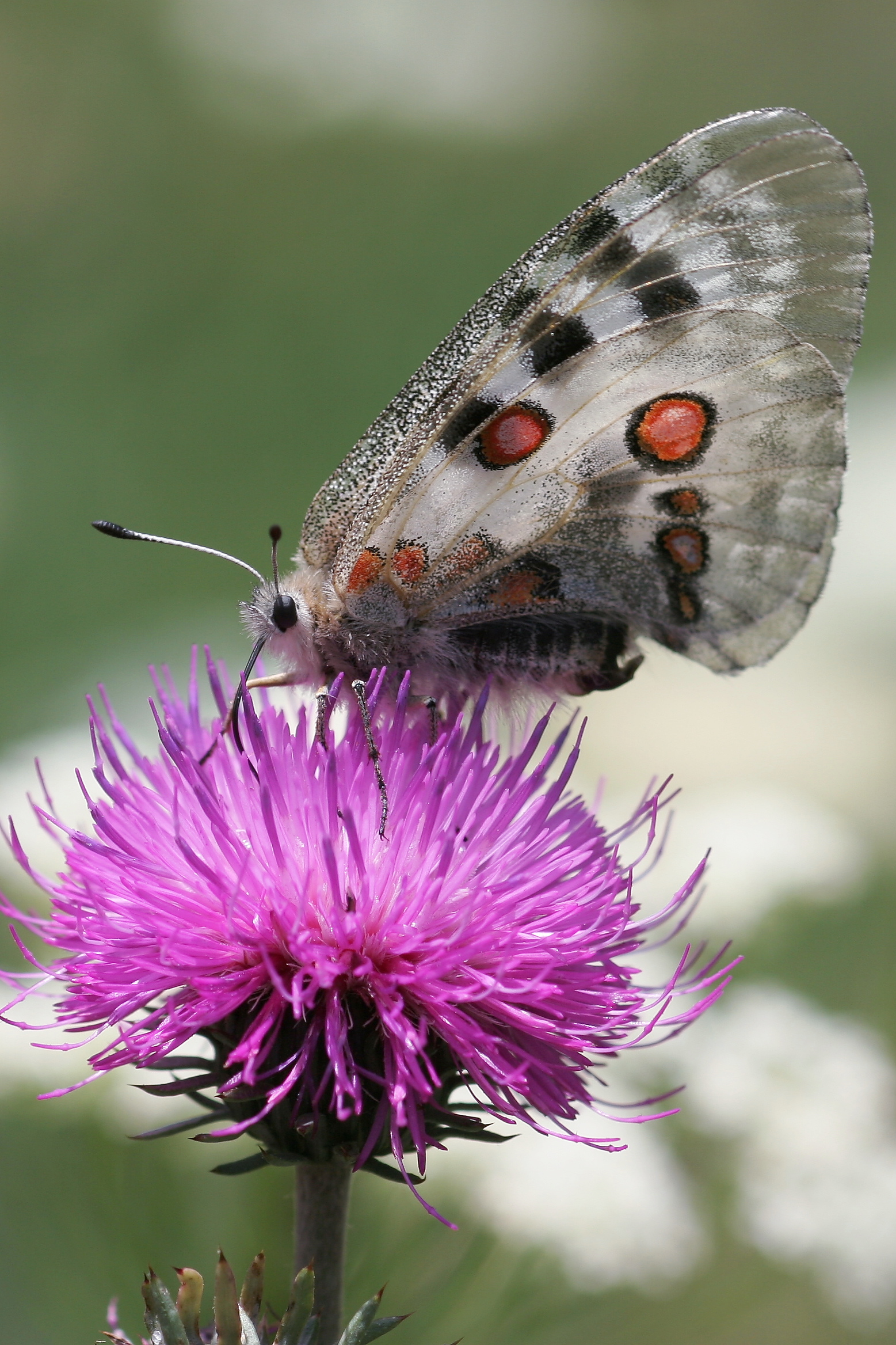
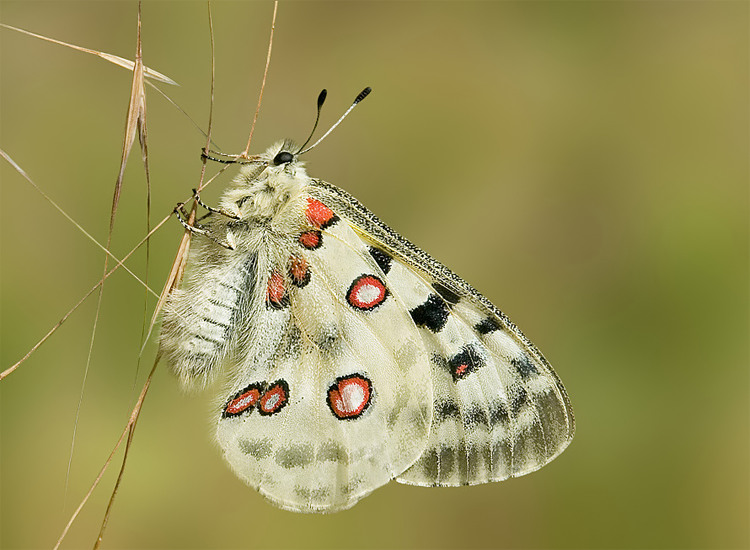
Ondersoort P. apollo vinningensis
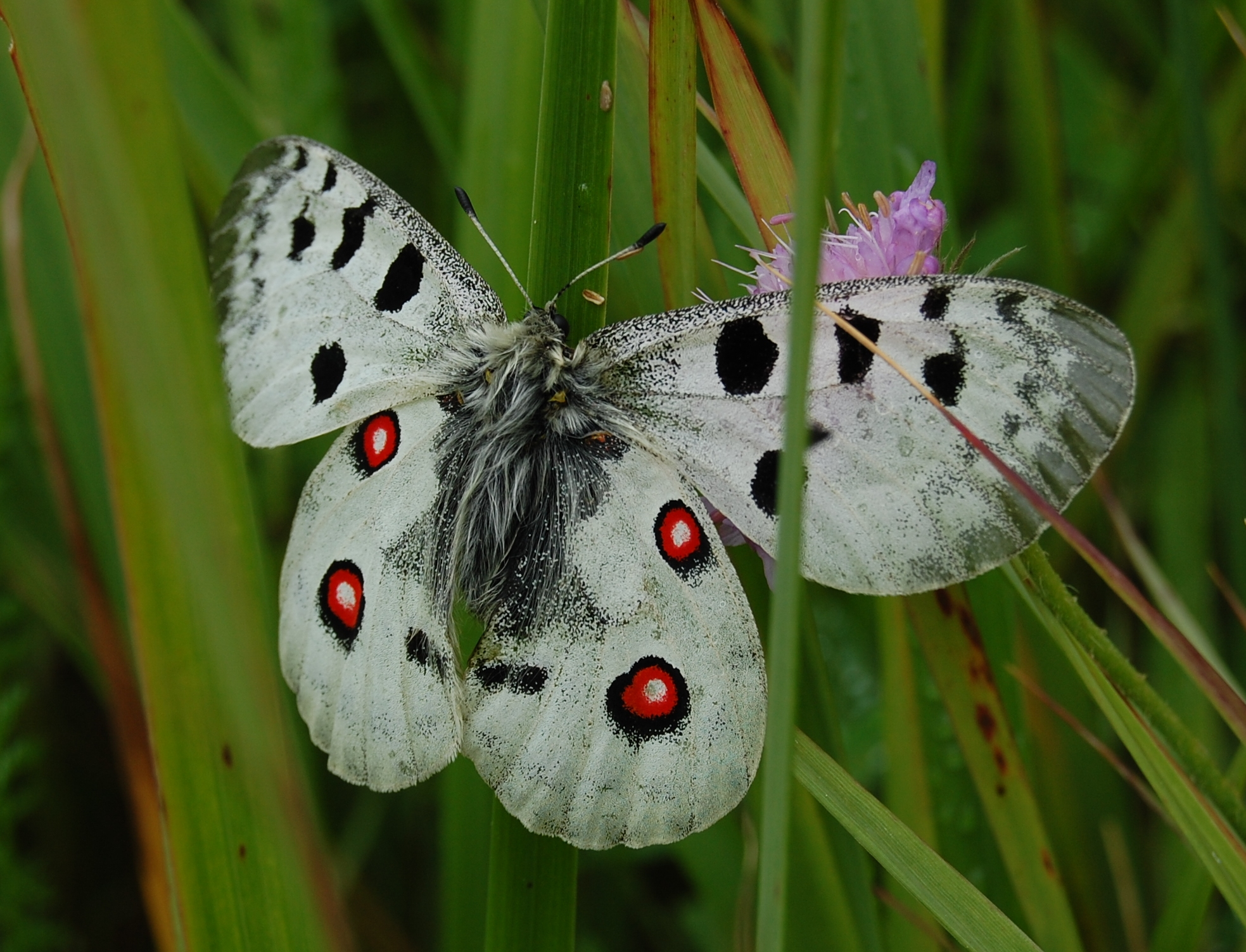
Ondersoort P. apollo norwegicus
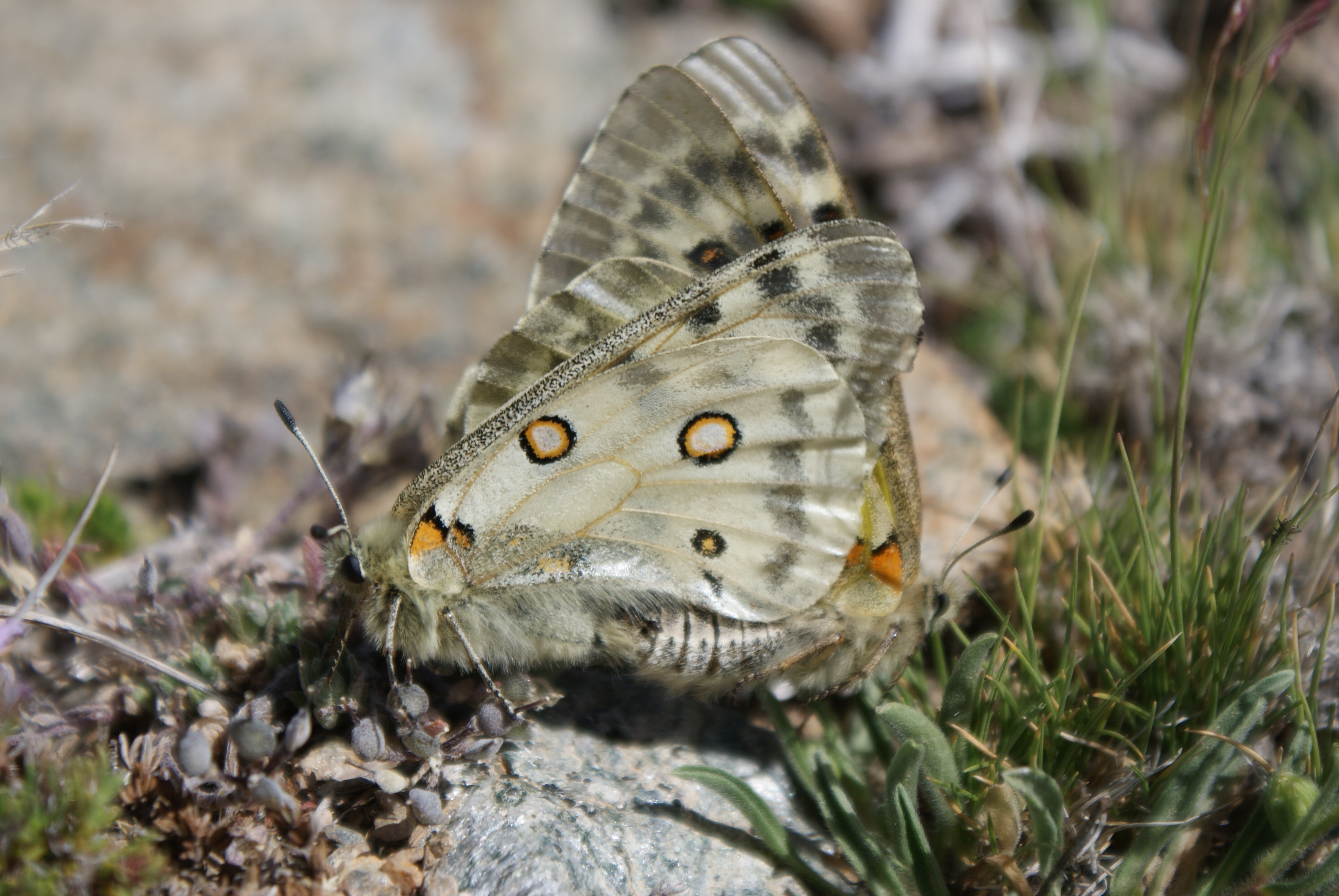
Ondersoort P. apollo nevadensis
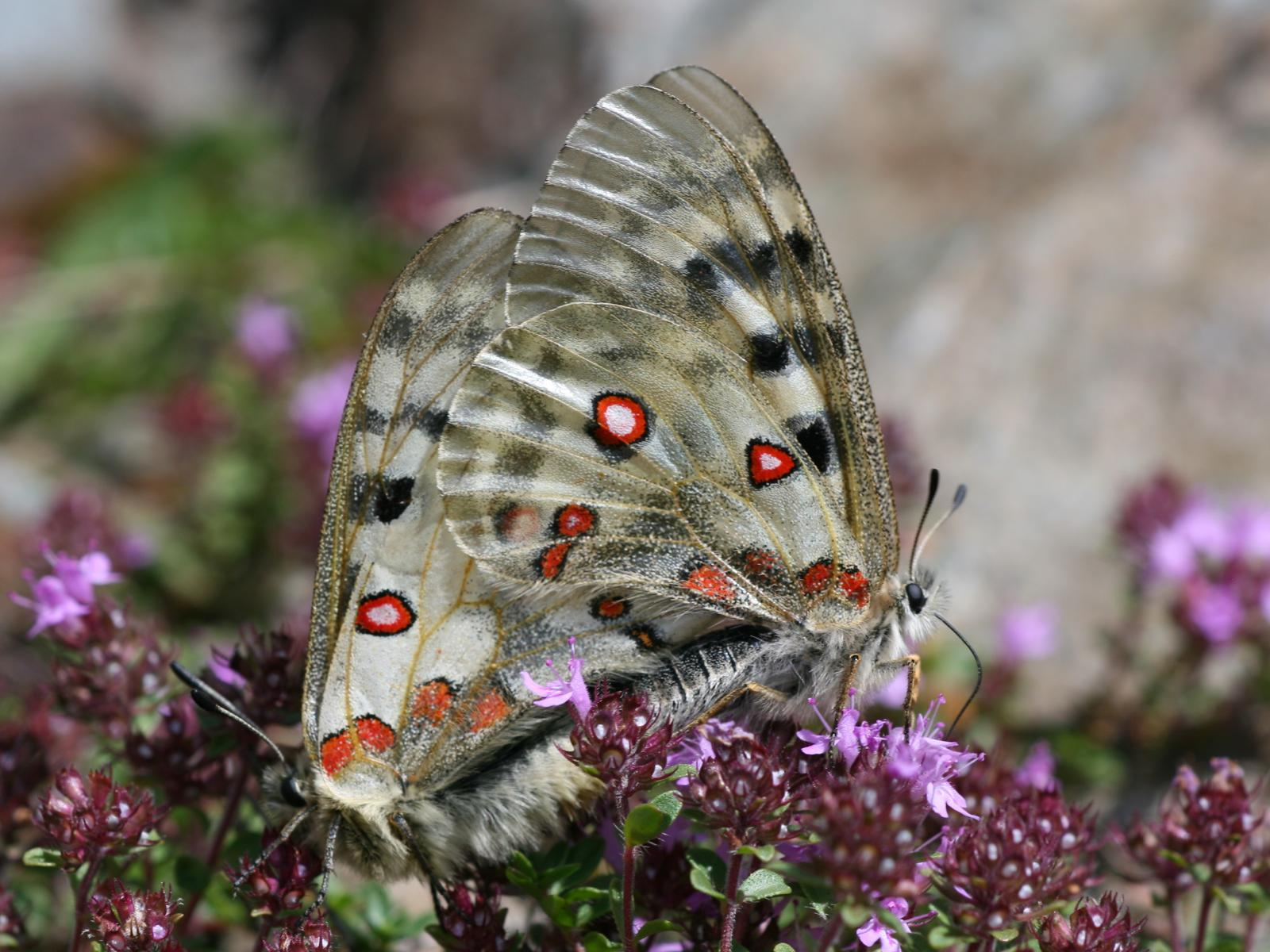
Paring
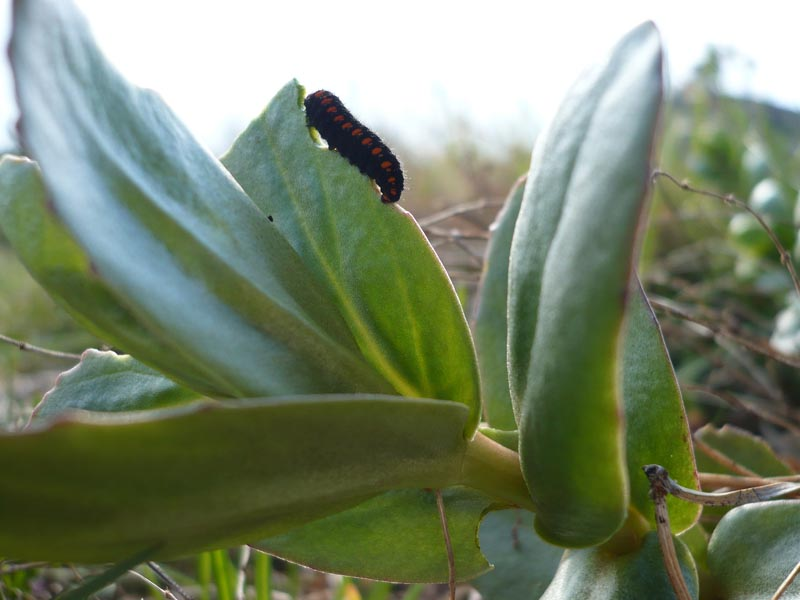
Rups